# Zabaluika
Zabaluika (en rus: Забалуйка) és un poble de l'óblast d'Uliànovsk, a Rússia, que en el cens del 2010 tenia 440 habitants. Pertany al districte d'Inza.